# Гореня Вас-при-Мирні
Гореня Вас-при-Мирні (словен. Gorenja vas pri Mirni) — поселення в общині Мирна, регіон Південно-Східна Словенія, Словенія.